# Saab 18
Сааб 18 (швед. Saab 18) — шведський двомоторний середній бомбардувальник і розвідувальний літак виробництва концерну SAAB. Літак розроблявся на початку 40-их років для заміни німецького Junkers Ju 86.

## Історія створення
В 1938 році командування ВПС Швеції видало замовлення на створення двомоторного бомбардувальника, який міг б використовуватись також в ролях торпедоносця, дальнього розвідника і важкого винищувача. За умовами завдання новий літак мав б мати екіпаж з трьох осіб, бомбове навантаження в 750 кг і максимальну швидкість 500 км/год. В компанії ASJA проєкт нового літака під позначенням L11 очолили Фрід Венстремом і Карл Хеддон. В 1939 році ASJA була поглинута концерном SAAB і проєкт був перейменований в SAAB 18.
Новий літак був суцільнометалевим високопланом з двокілевим оперенням і шасі, яке прибиралось. Початково в проєкті шасі мало мати передню стійку, але командування наполягло використати більш перевірену схему з задньою стійкою шасі. Перший прототип з двигунами Pratt & Whitney R-1830 Twin Wasp вперше піднявся в повітря 19 червня 1942 року, а 10 липня 1944 року почались випробовування прототипу з двигунами Daimler-Benz. Тоді ж почалось серійне виробництво, яке тривало до 1948 року.

## Основні модифікації
- B 18A — оснащувався ліцензійними двигунами Pratt & Whitney (STW) R-1830-SC3-G потужністю 1065 к.с. (60 екз.)
- S 18A — перероблені в розвідники B 18A.
- B 18B — оснащувався двигунами Daimler-Benz DB 605B[en] потужністю 1475 к.с. Також пристосований до бомбометання з піке.
- Т 18B — штурмовий варіант з двигунами Daimler-Benz DB 605B[en] і потужним курсовим озброєнням. (62 екз.)

## Використання
Перші B 18A надійшли на озброєння флотилії F1 в 1944 році, але вже наступного року їх було замінено на B 18B. Також бомбардувальною модифікацією було оснащено флотилію F14, розвідниками — флотилії F3 і F11, а штурмовиками — F17. Літаки стояли на озброєнні порівняно довго, бомбардувальники були списані в 1956, штурмовики в 1958, і тільки наступного року — розвідники.

## Тактико-технічні характеристики

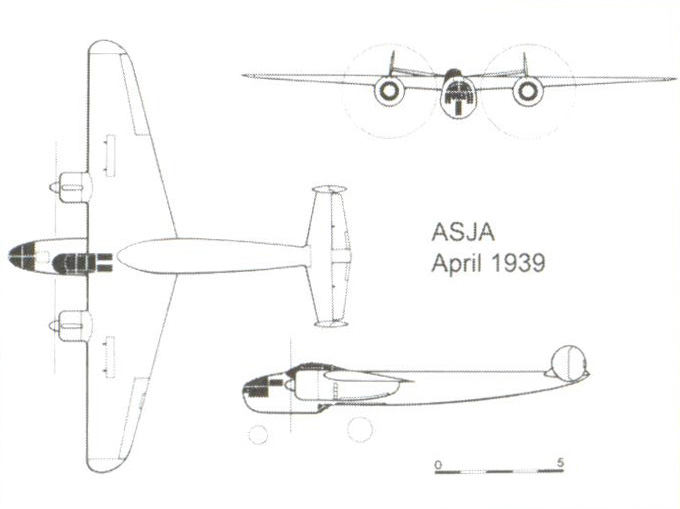
Проєкт L-11

Дані з Ударная авиация Второй Мировой — штурмовики, бомбардировщики, торпедоносцы

### Технічні характеристики
|                       |                       | B 18A                           | B 18B                    |
| --------------------- | --------------------- | ------------------------------- | ------------------------ |
| Довжина               | Довжина               | 13,23 м                         | 13,23 м                  |
| Висота                | Висота                | 4,35 м                          | 4,35 м                   |
| Розмах крил           | Розмах крил           | 17,0 м                          | 17,0 м                   |
| Площа крил            | Площа крил            | 33,75 м²                        | 33,75 м²                 |
| Маса                  | пустого               | 5550 кг                         | 6100 кг                  |
| Маса                  | максимальна злітна    | 8200 кг                         | 8800 кг                  |
| Двигуни               | Двигуни               | 2 × Pratt & Whitney (STW) SC3-G | 2 × Daimler-Benz DB 605B |
| Потужність            | Потужність            | 2 × 1065 к. с.                  | 2 × 1475 к. с.           |
| Максимальна швидкість | Максимальна швидкість | 465 км/год                      | 575 км/год               |
| Дальність польоту     | Дальність польоту     | 2200 км                         | 2600 км                  |
| Практична стеля       | Практична стеля       | 8000 м                          | 9800 м                   |

### Озброєння
B 18
- Стрілецьке:
  - 1 × 8-мм курсовий кулемет
  - 1 × 13,2-мм кулемет в верхній турелі
  - 1 × 13,2-мм кулемет в нижній турелі
- Бомбове:
  - 1500 кг бомб

T 18
- Стрілецьке:
  - 1 × 57-мм курсова гармата
  - 2 × 20-мм курсові гармати